# 8600 Арундінасеус
8600 Арундінасеус (8600 Arundinaceus) — астероїд головного поясу.
Тіссеранів параметр щодо Юпітера — 3,483.